# Агустін Арансабаль
Агустін Арансабаль (ісп. Agustín Aranzábal; нар. 15 березня 1973) — колишній іспанський футболіст, що грав на позиції захисника.
Виступав за клуби «Реал Сосьєдад» та «Реал Сарагоса», а також національну збірну Іспанії.

## Клубна кар'єра
Народився 15 березня 1973 року в місті Сан-Себастьян. Батько Араснсабаля — баскський футболіст Гастелу, який виступав за збірну Іспанії і «Реал Сосьєдад». В системі цього клубу навчався футболу і сам Агустін. У 1992 році він почав виступати за другу команду сан-себастьянців — «Реал Сосьєдад Б», а 21 лютого 1993 зіграв перший матч за основну команду. Дебют Арансабаля вийшов невдалим — «Сосьєдад» програв «Депортіво» з рахунком 1:5. Змінивши позицію з півзахисника на захисника, сезон 1994/95 Арансабаль почав вже гравцем основи і залишався ним до моменту свого відходу у 2004 році. На лівому фланзі він утворив зв'язку з Хав'єром де Педро. Разом з баскської командою він завоював срібло Прімери у сезоні 2002/03.
У 2004 році Арансабаль перейшов в «Сарагосу». У цьому клубі він провів три сезони, але ігрового часу отримував мало і використовувався, в основному, як резервіст парагвайця Деліо Толедо. У 2007 році, після завершення контракту з «Сарагосою», гравець оголосив про завершення професійної кар'єри. Після цього він зі своїм колишнім одноклубником Хав'єром де Педро деякий час грав за аматорський клуб «Віра» з Пуерто-де-ла-Круса.
На початку 2010 року Арансабаль і Альберт Селадес зіграли за гонконгський клуб «Кітчі» на передсезонному турнірі «Lunar New Year Cup».

## Виступи за збірні
Протягом 1994—1996 років залучався до складу молодіжної збірної Іспанії. Грав на молодіжному чемпіонаті Європи 1996 року, де іспанці у фінальній зустрічі поступились в серії пенальті італійцям. Арансабаль свій удар забив. Всього на молодіжному рівні зіграв у 13 офіційних матчах. Крім того у складі олімпійської збірної брав участь у Олімпіаді 1996 року, де іспанці дійшли до чвертьфіналу.
7 червня 1995 року дебютував в офіційних матчах у складі національної збірної Іспанії в грі відбіркового турніру до Євро-1996 проти збірної Вірменії (1:0), відігравши увесь матч.
У складі збірної був учасником чемпіонату світу 1998 року у Франції, чемпіонату Європи 2000 року у Бельгії та Нідерландах.
Протягом кар'єри у національній команді, яка тривала 9 років, провів у формі головної команди країни 28 матчів. Також виступав за невизнану ФІФА та УЄФА збірну Країни Басків, у складі якої провів 8 матчів

## Статистика
| Чемпіонат | Чемпіонат       | Чемпіонат | Ліга | Ліга |
| Сезон     | Клуб            | Ліга      | Ігри | Голи |
| Іспанія   | Іспанія         | Іспанія   | Ліга | Ліга |
| --------- | --------------- | --------- | ---- | ---- |
| 1992-93   | «Реал Сосьєдад» | Ла Ліга   | 1    | 0    |
| 1993-94   | «Реал Сосьєдад» | Ла Ліга   | 4    | 0    |
| 1994-95   | «Реал Сосьєдад» | Ла Ліга   | 33   | 0    |
| 1995-96   | «Реал Сосьєдад» | Ла Ліга   | 38   | 0    |
| 1996-97   | «Реал Сосьєдад» | Ла Ліга   | 37   | 1    |
| 1997-98   | «Реал Сосьєдад» | Ла Ліга   | 19   | 1    |
| 1998-99   | «Реал Сосьєдад» | Ла Ліга   | 37   | 1    |
| 1999-00   | «Реал Сосьєдад» | Ла Ліга   | 31   | 1    |
| 2000-01   | «Реал Сосьєдад» | Ла Ліга   | 30   | 1    |
| 2001-02   | «Реал Сосьєдад» | Ла Ліга   | 37   | 0    |
| 2002-03   | «Реал Сосьєдад» | Ла Ліга   | 32   | 1    |
| 2003-04   | «Реал Сосьєдад» | Ла Ліга   | 24   | 0    |
| 2004-05   | «Реал Сарагоса» | Ла Ліга   | 21   | 0    |
| 2005-06   | «Реал Сарагоса» | Ла Ліга   | 9    | 0    |
| 2006-07   | «Реал Сарагоса» | Ла Ліга   | 1    | 0    |
| Країна    | Іспанія         | Іспанія   | 354  | 6    |
| Всього    | Всього          | Всього    | 354  | 6    |

| Збірна Іспанії | Збірна Іспанії | Збірна Іспанії |
| Роки           | Ігри           | Голи           |
| -------------- | -------------- | -------------- |
| 1995           | 2              | 0              |
| 1996           | 2              | 0              |
| 1997           | 1              | 0              |
| 1998           | 3              | 0              |
| 1999           | 5              | 0              |
| 2000           | 8              | 0              |
| 2001           | 3              | 0              |
| 2002           | 1              | 0              |
| 2003           | 3              | 0              |
| Всього         | 28             | 0              |